# Brachycorythis paucifolia
Brachycorythis paucifolia är en orkidéart som beskrevs av Victor Samuel Summerhayes. Brachycorythis paucifolia ingår i släktet Brachycorythis och familjen orkidéer. Inga underarter finns listade i Catalogue of Life.